# Philautus zimmeri
Philautus zimmeri és una espècie extinta de granota de la família dels racofòrids. Només es coneixia que vivia prop de Galle, a Sri Lanka, lloc d'on provenia l'únic exemplar capturat de l'espècie. Per tant, no s'ha tornat a trobar des del 1927. Es desconeix l'hàbitat i la causa de l'extinció, encara que es creu que podria ser la destrucció d'aquest hàbitat degut a la urbanització de la ciutat.